# ليال عبود
ليال عبّود (15 مايو 1982) مغنية بوب وفنانة موسيقية ترفيهية وشاعرة غنائية وراقصة مَسرح وسيدة أعمال لبنانية.
 ولدت في عائلة محبة للموسيقى في بلدة الكنيسة الجنوبية الصورية، وهي ضابطة سابقة في قوى الأمن الداخلي اللبنانية ودرست الأدب الإنجليزي في الجامعة اللبنانية، والترجمة في جامعة بيروت العربية، والتعبير الموسيقي في الجامعة الأميركية للعلوم والتكنولوجيا. ظهرت للمرة الأولى في برنامج ستوديو الفن كمتسابقة من جنوب لبنان عام 2001. ازدهرت مهنة عبود الموسيقية مع إصدار ألبومها الأول في شوق، نشر في أواخر عام 2007. صوتها سوبرانو توصف شعبيا بالرخيم الحنون. تغني باللهجات العربية المختلفة، مشهورة بعرضها للموسيقي الفولكلوري اللبناني والحفلات الموسيقية الصيفية الداخلية وهي عضوة مغنية في نقابة الفنانين المحترفين في لبنان.

## سيرتها

### النشأة والتعليم
ولدت ليال عبود في عائلة كبيرة مسلمة في 15 مايو / أيار 1982 (21 رجب 1402 هـ) في قرية كنيسة الجنوبية في منطقة صور اللبنانية. والدها منير ووالدتها مريم.
بدأت عبود في الغناء والرقص في الطفولة، وكانت من محبي مغني البوب المصري عمرو دياب. وابتداء من سن 14 عملت كمعلمة خاصة في صف ابتدائي الذي احتوى أكثر من 13 تلميذة. درست الأدب الإنجليزي في الجامعة اللبنانية والترجمة في جامعة بيروت العربية، وتخرجت بدرجة الماجستير. بعدها ذهبت لدراسة الموسيقى في المعهد الوطني العالي للموسيقى لمدة عامين وتخرجت بدرجة الدبلوم.

عملت كضابطة لقوى الأمن الداخلي اللبناني لمدة عامين في إدارة التفتيش في مطار بيروت رفيق الحريري الدولي.

### في الموسيقى
ظهرت عبود على شاشة التلفزيون لأول مرة في برنامج ستوديو الفن كمنافسة من جنوب لبنان في مسابقات 2001 و2002. غنت في العديد من المقاهي والمطاعم في بيروت. وبعدها تواصلت مع موسيقيين مثل ريتشارد نجم، توني أبي كرم، وسليم سلامة. درست الموسيقى تحت تداريب ريتشارد نجم. وفي عام 2006 أصبحت عازفة متعددة الآلات في العود، أورغ وقيثارة.

ألبومها الأول في شوق  صدر في أواخر عام 2007. في مقابلة مع مجلة المصرية قالت أن «الموسيقى هو حياتي!» 

تأثرت عبود في الموسيقى من عمار الشريعي، بليغ حمدي وصباح التي وصفها بـ«المثل الأعلى لمهنتي الفنية».
بالإضافة إلى كونها مغنية وموسيقية، فإن عبود هي شاعرة وملحنة أيضا، وتمتنع عن نشر شعرها أو ألحانها من أجل التركيز على مسيرتها الموسيقية كما نصحها مديرها دوري شحادة.

### في الأعمال والموضة
ليال عبود هي مؤسسة شركة لولو سكرت لتخطيط وتنظيم الزفاف مقرها مدينة عمان، كما تدير ليالي بروداكشن (Layali Productions) لمهنتها الموسيقية.
في عام 2014 صرحت ليال عبود أن عقل فقيه هو العقل المدبر وراء الأزياء التي ترتديها في حياتها المهنية والاجتماعية واليومية. في مايو 2017 وصفت علاقتها مع عقل فقيه بـ«صداقة ممتدة لاكثر من 4 سنوات».

في عام 2015 قال عقل فقيه إنه يعمل مع ليال عبود «بطريقة مميزة وراقية جدا،» «هناك كيمياء تجمعني بليال من ناحية الموضة فهي تثق برأيي وذوقي، وهذا من أسباب اختيار ليال لي في إطلالاتها في حفلاتها». ليال عبود مشيراً إلى فريق الأزياء الخاص بها: «إيلي سمعان تقوم بشعري ومكياج؛ مصفف الشعر هو سيرين أسعد، ومصورى هو حسين سلمان».

### القضايا الإعلامية
| أنا امرأة أملك أنوثة عالية جداً وهناك بعض الأشخاص يتهمونني بالمبالغة وهو أمر غير صحيح أما من يكتبون بشكل منطقي فيرونني فنانة تعيش عمرها وتتابع العصر والموضة. |
| —ليال عبود في أبريل 2013 |

أحيانا تسمى بفنانة «الإغراء»، «الإثارة» أو «الإغواء» من قبل جريدة الأخبار وغيرهم من النقاد. ظهرت عبود في برنامج بلا تشفير على قناة  الجديد  في عام 2015، قائلتا: «الجرأة ليست إغواء». وتعتقد أن هناك انحياز من قبل الصحافة الصفراء اللبنانية ضدها حيث صرحت: «أنا فنانة عادية وأتماشى مع عصر الموضة.»

في عام 2016 تم نشر صور تم اعتبارها مزيفة عنها في الإنترنت. وعينت المحامي هيثم ترشيشي «لرفع دعوى ضد كل المتورطين في تزوير صور تم نسبها إليها عبر مواقع التواصل الاجتماعي، مرفقة بعبارات خارجة عن حدود اللياقة». في أغسطس / آب 2016 إل بي سي، ادعى أنه ألقي القبض على الشخص الذي قام بتزوير صور ليال عبود ونشرها عبر بعض مواقع التواصل الاجتماعي وتم توقيفه.

في أبريل 2017 كضيفة في برنامج إل بي سي  لهون بس أدانت عبود ما نشرته مجلة نادين، حيق تم نشر صور تبين صدرها وشكل وجهها مع عبارة «أكبر من هيدا الصدر» علی غلافها استنادا إلى اقتباسها، في حين أنها استخدمت كلمة صدر التي يمكن أن تكون كناية للضمير والقلب. واتهمت المجلة بمحاولة جذب القراء على حساب التملص والتبسيط في محتوى المجلة. وفي 26 يونيو، 2017 انتقدت بشدة الأقلام الصفراء من الصحفيين الموسيقيين اللبنانيين.
أيضا في 22 سبتمبر 2011، قد انتقدت وسائل الإعلام اللبنانية التي تغطي أخبارها.

### حياتها الشخصية
| انا وضعت لحياتي الفنية خطوطا حمراء لا اريد تجاوزها، لا علاقة لجمهوري بحياتي الخاصة لأنها ملكي انا شخصيا... |
| —ليال عبود في 25 ديسمبر 2009                                                                               |

انتقلت إلى بيروت في عام 2009. تهتم بصحتها البدنية والأناقة. . في يونيو 2017 أكدت علنا أنها خضعت لعملية تجميل واحدة على مستوى الأنف، ولكنها أكدت أن ملامحها لم تكن نتيجة الجراحة التجميلية، قائلتا أن «سر جمالي هو الرياضة». مدافعة عن الصحة وحظر التدخين في الأماكن العامة في لبنان، قائلتا «يجب تخصيص مناطق خاصة للتدخين وعدم التدخين في الأماكن العامة». ولها اهتمام بالرياضة وركوب الخيل منذ الطفولة، لديها أربعة خيول تحتفظ بهم في قرية تنبوريت في قضاء صيدا (ريم ولولو وخيبر وليال).

ليال مسلمة وممارسة للشعائر الدينية، وصرحت أنها تصوم خلال شهر رمضان، وتقوم بطقوس هذا الأخير بما في ذلك السحور والإفطار مع عائلتها،«عادة أنا أختم القــرآن الكريم في هذا الشهر الفضـيل وأحرص على قراءة أدعــية معـيّنة بعـد كل صلاة.»

هي فاعلة خير  وتصف نفسها بأنها «سخية بشكل غير عادي».

### آرائها الشخصية
غنت كثيرا للجيش اللبناني وأقامت لهم حفلات خاصة في عيد الجيش، 1 أغسطس؛ وشاركت في حفلات المؤسسة العسكرية أيضا. قالت أنها «مع المقاومة وكل من يدافع عن الوطن». حول ما وصفتها بالـ«سرقة فكرية» من جانب سريت حداد (مغنية إسرائيلية) لأغنيتها مغنج، قالت «ليس من المستغرب أن يسرقوا أغنية فهم سرقوا أرضاً بأكملها.» 

تعتقد ليال بأن المرأة الشرقية لها «حقوق أفضل من المرأة الغربية، إنما تركيبة المرأة الشرقية تقوم على الطمع.» تقبل أن «المرأة مغبونة في بعض المطارح، مثل عدم تمكنها من إعطاء الجنسية لأبنائها، والاقتراع وقيادة السيارة في بعض دول الخليج، إنما هذه الملفات قابلة للتعديل والتبديل قانونياً.» قالت أيضاً حول التأثير الشهرة في حياتها«أنا شخصياً بمجرد أن أترك المسرح وأصعد في سيارتي أعود إلى ليالي المرأة العادية، أنسى شهرتي على باب المسرح.»

عيد الحب لها «المناسبة المقدسة».

وتمتنع ليال عبود عن أداء حفلات أو مشاركة بهم خلال شهر رمضان الإسلامي، أما ليست ضد الليالي الرمضانية «إنما شخصياً أرى أن رمضان يجمع العائلة، هو شهر البركة والخشوع والإيمان.»  7

## حياتها الأسرية
تزوجت عبود في سن السادسة عشرة عام 1998 وأنجبت ابنها الوحيد جاد، في عام 2005. طلقت زوجها، ووصفت زواجها «رسمي جدا»، مضيفتا «زواجي المبكر كان نتيجة قصة حب، أنا امرأة أحلام ورومانسية». قالت أن بينها وبين زوجها احترام متبادل وتم الاتفاق على الطلاق «اخترت حياتي المهنية في الفن». 

في أغسطس 2017 تحدثت عبود عن علاقتها مع دبلوماسي لبناني، قائلة إنها انتهت بسبب مساراتهما الوظيفية المتباينة.

## أعمالها الفنية

### الألبومات
- 2007 : في شوق
- 2011 : ما بعيش

### فيلموغرافيا
- «سطو مثلث» (2016): طاقم المغنيين.[65][66]

## جوائز والتكريمات
- 14 فبراير 2010: جائزة التقديرية من قبل القوات المسلحة اللبنانية: عيد الحب لعام 2010.[67]
- 23 نوفمبر 2011: جائزة التقديرية من القوات المسلحة اللبنانية.[68]
- 6 مارس 2012: مهرجان السينما والتلفزيون اللبناني.[69]
- 10 ديسمبر 2014: أفضل أغنية عربية 2014، جائزة ذهبية من مهرجان القاهرة مونديال للفنون والإعلام.[70]
- 24 نوفمبر 2015: جائزة التقديرية من القوات المسلحة اللبنانية.[71]
- 27 أبريل 2016: جائزة التقديرية من القوات المسلحة اللبنانية.[72]
- 19 مارس 2016: جائزة الاعتراف من قبل فيكان تشابريان.[73]
- 13 أغسطس 2016: جائزة قوسايا الشعبية.[74]
- 22 سبتمبر 2016: غي أسود.[75]
- 23 أبريل 2017: الجائزة الثقافية للإبداع الفني 2017 من جمعية الأصيل لإحياء التراث.[76][77][78][79]
- 11 مايو 2017: جائزة التقديرية، الجامعة AUL.[80]
- 19 يوليو 2017: جائزة بزيزا الشعبية.[81]

## وصلات خارجية
- ليال عبود على موقع ميوزك برينز (الإنجليزية)